# Dasharath Rangasala
Dasharath Rangasala (tiếng Nepal: दशरथ रंगशाला; tiếng Việt: Sân vận động Dasarath) là một sân vận động đa năng ở Tripureshwar, Kathmandu, Nepal. Với sức chứa 15.000 chỗ ngồi, đây là sân vận động lớn nhất ở Nepal. Sân được đặt theo tên của Dasharath Chand, một trong bốn vị tử đạo vĩ đại của Nepal.
Sân vận động được sử dụng chủ yếu cho các trận đấu bóng đá và các chương trình văn hóa. Sân được lắp đặt đèn pha để tạo điều kiện thuận lợi cho các trận đấu và sự kiện được tổ chức vào buổi tối. Hầu hết các giải đấu quốc gia và quốc tế của Nepal được tổ chức tại sân vận động này. Giải đấu bóng đá chính của Nepal, Martyr's Memorial League, cũng được tổ chức tại sân vận động này hàng năm. Sân cũng là sân vận động duy nhất của Nepal Super League 2021.

## Lịch sử

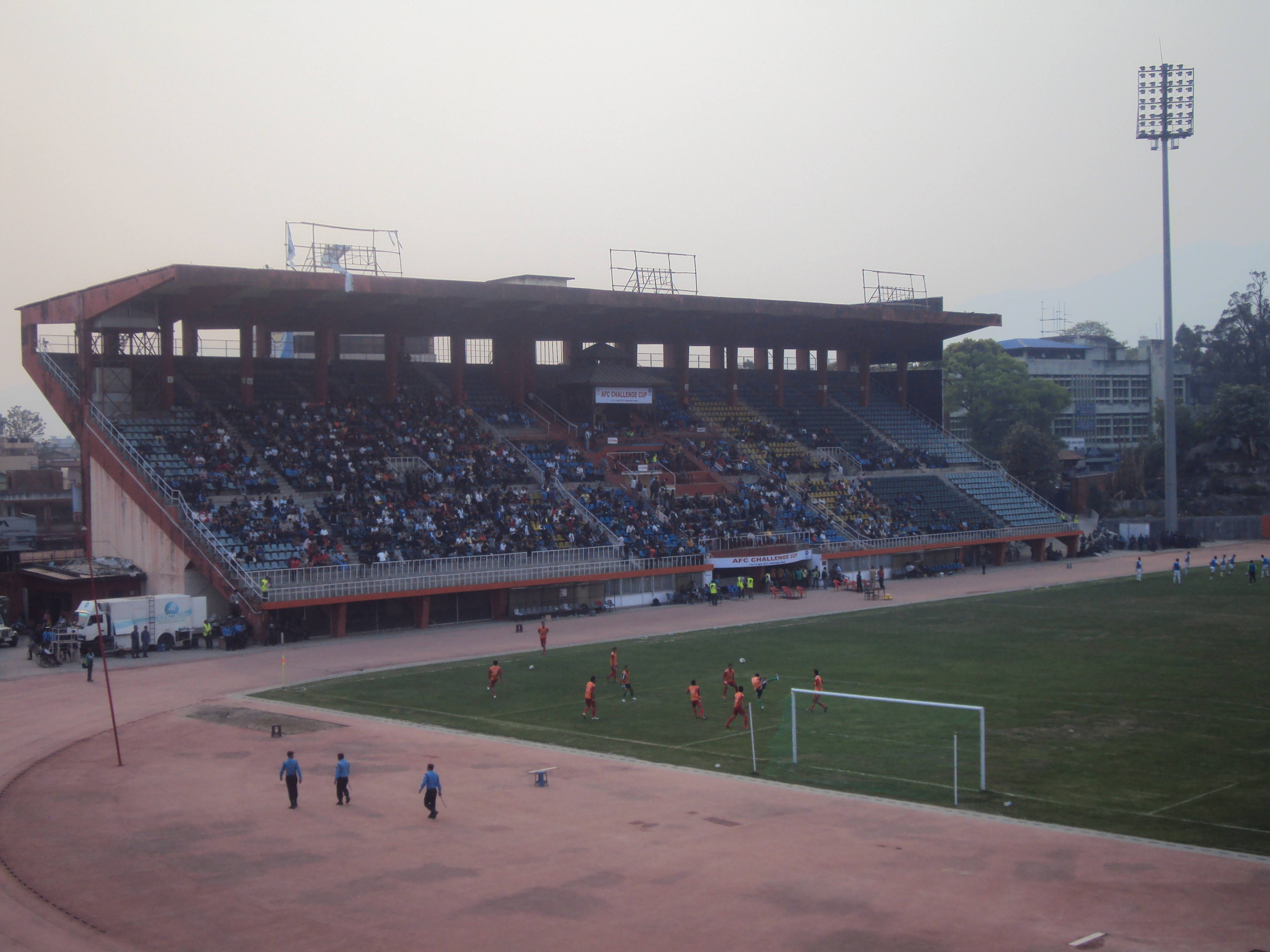
Khán đài chính của sân vận động vào năm 2011

Sân vận động Dasharath Rangasala được xây dựng vào năm 1956. Sân được cải tạo vào năm 1998 để tổ chức Đại hội Thể thao Nam Á 1999. Năm 2011, sân một lần nữa được cải tạo để tổ chức Cúp Challenge AFC 2012.
Là sân vận động lớn nhất của Nepal, Sân vận động Dasharath đã tổ chức nhiều sự kiện quan trọng. Cúp Challenge AFC 2012 và Giải vô địch bóng đá Nam Á 2013 đã được tổ chức tại đây, với Sân vận động Halchowk cũng tổ chức một số trận đấu. Ngoài thể thao, nhiều lễ hội văn hóa và sự kiện âm nhạc được tổ chức ở đây. Buổi hòa nhạc năm 2011 của Bryan Adams được tổ chức tại sân vận động này và là buổi hòa nhạc rock đầu tiên của ông ở Nepal.

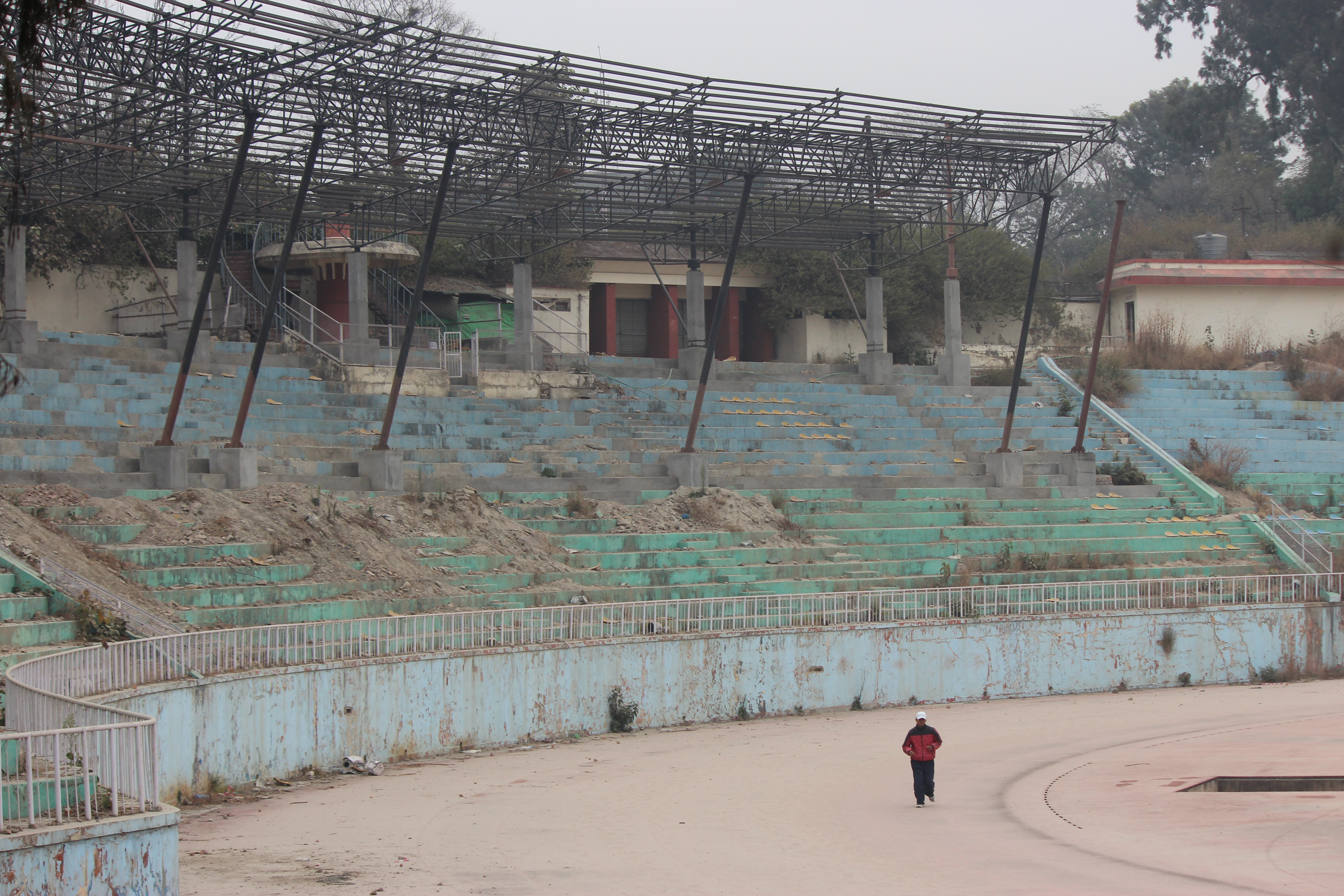
Sân vận động bị hư hại do động đất vào tháng 2 năm 2018

Sân vận động bị hư hại nặng nề do trận động đất vào tháng 4 năm 2015. Sân đã được cải tạo lại sau khi bị hư hỏng do trận động đất lớn và được mở cửa trở lại vào ngày 1 tháng 12 năm 2019 để tổ chức Đại hội Thể thao Nam Á lần thứ 13 (SAG). Sân vận động này sẽ tổ chức các trận đấu vòng loại World Cup 2022, sau khi Gorkhalis đã chơi năm trận đấu sân khách.

### Thảm họa kinh hoàng
Hàng nghìn cổ động viên bóng đá đã có mặt tại Sân vận động Dasarath vào ngày 13 tháng 3 năm 1988. Khoảng 30.000 cổ động viên đã có mặt trong trận đấu giữa các câu lạc bộ của Nepal và Bangladesh. Theo báo cáo, 93 người đã thiệt mạng, trong đó có 2 cảnh sát và một trẻ em 12 tuổi trong vụ giẫm đạp. Rất nhiều người bị giẫm đạp và chết ngạt khi cố gắng thoát khỏi sân vận động do trận mưa đá. Hơn 100 người phải nhập viện trong tình trạng bị thương. Tốc độ gió khoảng 80 km/h (50 mph) dẫn đến mưa đá, làm bật gốc cây trên khắp thung lũng Kathmandu. Đây được coi là một trong những thảm họa tồi tệ nhất trong lịch sử thể thao.

## Các sự kiện thể thao lớn
- Cúp Vàng Liên đoàn bóng đá Nam Á 1997 (4–13 tháng 9 năm 1997)
- Đại hội Thể thao Nam Á 1999
- Cúp Challenge AFC 2012 (8–19 tháng 3 năm 2012)
- Giải vô địch bóng đá U-16 Nam Á 2013 (20–30 tháng 7 năm 2013)
- Giải vô địch bóng đá Nam Á 2013 (31 tháng 8 – 11 tháng 9 năm 2013)
- Đại hội Thể thao Nam Á 2019 (1–10 tháng 12 năm 2019)

## Các sự kiện âm nhạc và văn hóa lớn
- Bryan Adams - buổi hòa nhạc trực tiếp được tổ chức bởi JPR Events (19 tháng 2 năm 2011)[5]
- Atif Aslam - buổi hòa nhạc trực tiếp (2013)